# Final da Copa do Brasil de Futebol de 2017
A Final da Copa do Brasil de Futebol de 2017 foi a 29ª final dessa competição brasileira de futebol organizada pela Confederação Brasileira de Futebol (CBF). Pela terceira vez o torneio foi decidido sem a regra do gol qualificado fora de casa, já que, desde 2015, a CBF adota que a regra do gol fora de casa não valha para a final deste certame.
Foi decidida por Flamengo e Cruzeiro em duas partidas. Como estes dois clubes já decidiram a Copa do Brasil em 2003, pela terceira vez uma final desta competição terá um duelo repetido. Corinthians x Grêmio (1995 e 2001) e Cruzeiro x Palmeiras (1996 e 1998) foram os outros confrontos que ocorreram mais de uma vez em decisões da Copa do Brasil, sendo que, nestas 2 vezes, quem ganhou o confronto da primeira vez, o perdeu na segunda. Será também a 7a vez que, tanto Flamengo quanto o Cruzeiro, disputarão a final deste certame.
Conforme estabelecido no regulamento, um sorteio, realizado na sede da CBF no dia 24 de agosto, definiria as ordens de mandos de campo. Desta forma, ficou-se decidido que o primeiro duelo ocorresse em 7 de setembro no Rio de Janeiro. Já o segundo confronto, foi realizado em 27 de setembro no Estádio do Mineirão, em Belo Horizonte.
Os dois jogos terminaram empatados, o primeiro em 1 a 1 e o segundo em 0 a 0. Como a regra do número de gols marcados fora de casa não vale para a fase final, o jogo foi para os pênaltis. Na disputa o Cruzeiro saiu vencedor por 5 a 3 e foi declarado campeão da Copa do Brasil de Futebol de 2017.

## Finalistas
| Time     | Participações em finais (em negrito os títulos conquistados) |
| -------- | ------------------------------------------------------------ |
| Flamengo | 6 (1990, 1997, 2003, 2004, 2006, 2013)                       |
| Cruzeiro | 8 (1993, 1996, 1998, 2000, 2003, 2014, 2017, 2018)           |

## Caminho até a final
| Flamengo            | Flamengo     | Flamengo          | Fase             | Cruzeiro         | Cruzeiro      | Cruzeiro          |
| Adversário          | Resultado    | Jogos             | Fase             | Adversário       | Resultado     | Jogos             |
| ------------------- | ------------ | ----------------- | ---------------- | ---------------- | ------------- | ----------------- |
| Não disputou        | Não disputou | Não disputou      | Primeira fase    | Volta Redonda    | 2–1           | 2–1 (F)           |
| Não disputou        | Não disputou | Não disputou      | Segunda fase     | São Francisco-PA | 6–0           | 6–0 (C)           |
| Não disputou        | Não disputou | Não disputou      | Terceira fase    | Murici           | 5–0           | 2–0 (C) / 3–0 (F) |
| Não disputou        | Não disputou | Não disputou      | Quarta fase      | São Paulo        | 3–2           | 2–0 (F) / 1–2(C)  |
| Atlético Goianiense | 2–1          | 0–0 (C) / 2–1(F)  | Oitavas de final | Chapecoense      | 1–0           | 1–0 (C) / 0–0 (F) |
| Santos              | 4–4 (gf)     | 2–0 (C) / 2–4 (F) | Quartas de final | Palmeiras        | 4–4 (gf)      | 3–3 (F) / 1–1 (C) |
| Botafogo            | 1–0          | 0–0 (C) / 1–0 (F) | Semifinais       | Grêmio           | 1–1 (3–2 pen) | 0–1 (F) / 1–0 (C) |

Legenda: (C) casa; (F) fora
- Nota: O Flamengo entrou na competição diretamente nas oitavas de final por ter se classificado para a Copa Libertadores de 2017.

## Regulamento
Nas finais, as equipes jogam um torneio de eliminação única com as seguintes regras:
- As finais são jogadas no sistema de dois jogos, ida e volta. Os mandos de campo do primeiro e segundo jogo foram determinados por um sorteio realizado em 24 de agosto de 2017, na sede da Confederação Brasileira de Futebol, no Rio de Janeiro.
- Se ao fim dos dois jogos o resultado agregado permanecer empatado, seria realizada a disputa de pênaltis para determinar o vencedor da competição (Artigo 12.C do Regulamento).[11]

## Transmissão
Desde 1999, a Rede Globo e o SporTV detêm todos os direitos de mídia (exceto radiofônicos) em território nacional da Copa do Brasil. Ainda assim, a Globo faz questão de revender os direitos para as demais emissoras brasileiras. Na TV Aberta, somente a Globo irá transmitir.
Na TV por assinatura, depois de 8 edições, a ESPN Brasil deixará de transmitir a competição. Por outro lado, SporTV e Fox Sports continuam, porém, cada uma terá direito a metade das partidas, ou seja, uma não irá transmitir o jogo da outra (exceto a final).
Os direitos de propaganda nos estádios e de comercialização para o exterior pertencem à empresa Traffic.

### Audiência
De acordo com o Instituto Brasileiro de Opinião Pública e Estatística (IBOPE), a primeira partida da final registrou 36 pontos e 58% de participação no Rio de Janeiro, o que representa cerca de 4,2 milhões de pessoas. Em Belo Horizonte, o índice foi de 39 pontos e 63% de participação, o que representa cerca de 2,1 milhões de pessoas.
Já a segunda partida registrou em Belo Horizonte 46 pontos e 67% de participação, o que representa 2,5 milhões de pessoas. No Rio de Janeiro, o índice foi de 43 pontos e 63% de participação, o que representa 5 milhões de pessoas.

## Jogos

### Primeira partida
Na segunda partida das semifinais contra o Botafogo, o atacante peruano do Flamengo Paolo Guerrero recebeu um cartão amarelo, deixando-o assim suspenso para a primeira partida das finais.
Neste primeiro jogo, Lucas Paquetá, que foi o escolhido como substituto de Guerrero, abriu o placar aos 30 minutos do segundo tempo, quando ele, em posição de impedimento, aproveitou o rebote depois que o goleiro Fábio do Cruzeiro defendeu o chute de Willian Arão. O empate veio aos 38 minutos do segundo tempo quando o goleiro Thiago bateu roupa depois de um chute de longa distância de Hudson, permitindo que Arrascaeta aproveitasse o rebote.
| 7 de setembro | Flamengo          | 1 – 1          | Cruzeiro          | Estádio do Maracanã, Rio de Janeiro                                                                         |
| 21:45         | Lucas Paquetá 75' | Súmula Boletim | 83' De Arrascaeta | Público: 56 135 Público total: 66 165 Renda: R$ 7.039.230,00 Árbitro: SP Marcelo Aparecido Ribeiro de Souza |

| Flamengo | Cruzeiro |

| FLAMENGO:      |    |                 |     |     |
|                |    |                 |     |     |
| G              | 30 | Thiago          |     |     |
| LD             | 2  | Rodinei         | 59' |     |
| Z              | 4  | Juan            |     |     |
| Z              | 15 | Réver           |     |     |
| LE             | 21 | Pará            |     |     |
| V              | 5  | Willian Arão    |     |     |
| V              | 8  | Márcio Araújo   | 66' |     |
| M              | 39 | Lucas Paquetá   | 82' |     |
| M              | 35 | Diego           |     |     |
| A              | 22 | Éverton         |     | 88' |
| A              | 28 | Berrío          |     |     |
| Substituições: |    |                 |     |     |
| G              | 38 | Alex Muralha    |     |     |
| Z              | 33 | Rafael Vaz      |     |     |
| Z              | 43 | Léo Duarte      |     |     |
| LE             | 13 | Miguel Trauco   |     |     |
| V              | 26 | Cuéllar         | 66' |     |
| V              | 27 | Rômulo          |     |     |
| M              | 11 | Mancuello       |     |     |
| M              | 19 | Darío Conca     |     |     |
| M              | 42 | Matheus Sávio   |     |     |
| A              | 17 | Gabriel         | 82' |     |
| A              | 20 | Vinícius Júnior | 59' |     |
| Treinador:     |    |                 |     |     |
| Reinaldo Rueda |    |                 |     |     |

| CRUZEIRO:      |    |                  |     |       |
|                |    |                  |     |       |
| G              | 1  | Fábio            |     |       |
| LD             | 2  | Ezequiel         |     |       |
| Z              | 3  | Léo              |     |       |
| Z              | 35 | Murilo Cerqueira |     |       |
| LE             | 6  | Diogo Barbosa    |     |       |
| V              | 8  | Henrique         |     |       |
| V              | 25 | Hudson           |     |       |
| M              | 11 | Alisson          | 70' |       |
| M              | 19 | Robinho          |     |       |
| M              | 30 | Thiago Neves     | 79' |       |
| A              | 7  | Rafael Sóbis     | 58' | 54'   |
| Substituições: |    |                  |     |       |
| G              | 12 | Rafael           |     |       |
| G              | 37 | Lucas França     |     |       |
| Z              | 32 | Arthur           |     |       |
| LD             | 21 | John Lennon      |     |       |
| LE             | 17 | Bryan            |     |       |
| V              | 16 | Lucas Silva      |     |       |
| V              | 29 | Lucas Romero     |     |       |
| V              | 34 | Nonoca           |     |       |
| M              | 10 | De Arrascaeta    | 79' | 89'   |
| M              | 23 | Élber            |     |       |
| M              | 70 | Rafinha          | 70' |       |
| A              | 36 | Raniel           | 58' | 90+3' |
| Treinador:     |    |                  |     |       |
| Mano Menezes   |    |                  |     |       |